# Tần Điệu Vũ hậu
Tần Điệu Vũ hậu (chữ Hán: 秦悼武后) là Vương hậu của nước Tần thời Chiến Quốc, vợ của Tần Vũ vương, vị Vương thứ hai của nước Tần.

## Tiểu sử
Điệu Vũ hậu họ Ngụy, nguyên là Công chúa của nước Ngụy. Rất có thể bà là cháu gọi Huệ Văn hậu, chính thất của Tần Huệ Văn vương bằng cô. Sử sách không ghi lại năm bà đến Tần, cũng như khi nào bà thành hôn với Tần Vũ vương. Chỉ biết năm 311 TCN, Tần Vũ vương lên ngôi, bà được lập làm Vương hậu.
Năm 307 TCN, Vũ vương đánh thắng quân Hàn, sai Sư Lý Tật đem quân vào kinh thành Lạc Dương của nhà Chu. Chu Noản Vương đích thân ra tiếp kiến, Vũ Vương nhìn thấy chín đỉnh của nhà Chu, quyết mang đỉnh chữ Ung về. Trong lúc cùng lực sĩ Mạnh Thuyết nâng đỉnh, Vũ Vương bị đỉnh rơi xuống trúng chân, gãy xương bánh chè, không lâu sau qua đời.
Điệu Vũ hậu không con, thiếp thất của Vũ vương cũng không sinh con trai kế vị. Các anh em của Vũ vương công khai tranh giành Vương vị. Đại phu Ngụy Nhiễm, em cùng mẹ khác cha với Mị Bát tử, thực quyền chưởng ác triều chính, ủng hộ lập cháu mình là Doanh Tắc, vốn đang là con tin ở nước Yên kế thừa Vương vị. Cùng lúc đó Triệu Vũ Linh vương can thiệp vào nước Tần, hợp sức với Ngụy Nhiễm đưa Công tử Tắc lên ngôi, tức Tần Chiêu Tương vương. Mị Bát tử nhờ vậy được tôn làm Tuyên thái hậu.
Năm Chu Noãn vương thứ 10 (305 TCN), Công tử Doanh Tráng, con trai lớn nhất còn sống của Tần Huệ Văn vương, đã liên hợp đại thần nổi loạn, song thất bại trước Tuyên thái hậu và Ngụy Nhiễm. Huệ Văn hậu, Công tử Ung và Công tử Tráng đều bị xử tử.
Không có thông tin nào ghi Điệu Vũ hậu bị xử tử chung với Huệ Văn hậu, tuy nhiên bà là chị dâu của Tần vương mới nên không được tôn Thái hậu. Một số sử gia cho rằng bà cùng Cam Mâu bị Sư Lý Tật trục xuất về Ngụy, tiếp tục sinh sống ở nơi bà sinh ra.